# Distretto di Tissemsilt
Il distretto di Tissemsilt è un distretto della provincia di Tissemsilt, in Algeria.

## Comuni
Il distretto di Tissemsilt comprende 2 comuni:
- Tissemsilt
- Ouled Bessem